# Tommy Hilfiger
Thomas Jacob Hilfiger (Elmira, Chemung megye, New York, 1951. március 24. –) amerikai divattervező, a nevét viselő cég alapítója.
Karrierjét a People's Place nevű üzletlánc társalapítójaként kezdte. Az 1970-es években kezdett ruhákat tervezni. Cége palettája később női ruházattal bővült, és különféle kiegészítőket, például parfümöket is elkezdett árusítani. A cég 1992-ben nyilvános részvénytársaság lett.
Kollekcióit általában a zenei szubkultúrák  ihlették, és különféle ismert zenészekkel reklámozták őket, például Aaliyah-val.
2006-ban 1.6 milliárd dollárért eladta cégét az Apax Partnersnek, amely 2010-ben eladta azt a Phillips-Van Heusennek (PVH) 3 milliárd dollárért.

## Élete
1969-ben érettségizett az Elmira Free Academy középiskola tanulójaként. Szülei azt szerették volna, hogy "hagyományos" munkája legyen.
1969 nyarán egy Cape Cod-i ruhaboltban dolgozott, és felhasználta megtakarított 150 dollárját arra, hogy megnyissa saját ruhaboltját People's Place néven. Az első bolt Elmira belvárosában nyílt meg. Az alagsorban fodrászszalon és lemezbolt volt, valamint rockkoncerteket is tartottak.
A People's Place 1977-ben csődbe ment. Hilfiger elkezdett az üzletről tanulni. Ezután New York Citybe költözött, és 1979-ben céget alapított "Tommy Hill" néven. 1981-ben új céget alapított "20th Century Survival" néven, majd egy évvel később megalapította a Click Point nevű céget, amely női ruhákat tervezett.
1984-ben Mohan Murjani üzletember megkereste Hilfigert, hogy megvalósuljon a célja: egy férfiaknak szóló sportruha-kollekció tervezése. Murjani megadta Hilfigernek a szükséges támogatást, hogy elindíthassa saját cégét.

## Magánélete
Szülei gyakorló katolikusok voltak. Apja, Richard, német-svájci származású órás, míg anyja, Virginia ír származású szülésznő. Elmondása szerint boldogan nőtt fel. Diszlexiás. Már gyerekkorában érdekelte a sport, a divat és a zeneipar.
1976-ban ismerkedett meg a People's Place egyik dolgozójával, Susan Cironával; 1980-ban összeházasodtak. Négy gyerekük van: egy fiuk és három lányuk.
2008. december 12.-én házasodott össze Dee Ocleppo-val. 2009-ben fiuk született.

## Könyve magyarul
- Amerikai álmodozó. Életem a divat és az üzlet világában; közrem. Peter Knobler, ford. Dézsi Ibolya; Atlantic Press, Bp., 2017